# Tylana composita
Tylana composita är en insektsart som först beskrevs av Walker 1857.  Tylana composita ingår i släktet Tylana och familjen sköldstritar. Inga underarter finns listade i Catalogue of Life.